# Amorphoscelis spinosa
Amorphoscelis spinosa är en bönsyrseart som beskrevs av Max Beier 1942. Amorphoscelis spinosa ingår i släktet Amorphoscelis och familjen Amorphoscelidae. Inga underarter finns listade i Catalogue of Life.